# 現代歌人協会賞
現代歌人協会賞（げんだいかじんきょうかいしょう）は、歌人の職能団体である現代歌人協会が主催する、新人の歌集を対象にした短歌の賞。1957年に設立。非公募の新人賞としては最も伝統と権威があるとされ、有名歌人への登竜門とみなされている。
前年に刊行された非会員かつ新人の歌集（第一歌集に限らない）のうち、現代歌人協会員の投票および選考委員の合議によって決定される。受賞者には賞状と賞金20万円ならびに現代歌人協会への入会資格が自動的に与えられる。2024年度の選考委員は石川美南、内山晶太、梅内美華子、春日いづみ、駒田晶子、中沢直人、吉川宏志。

## 歴代受賞者と受賞作
- 第1回（1957年）遠山光栄 『褐色の実』第二書房
- 第2回（1958年）田谷鋭 『乳鐘』白玉書房
- 第3回（1959年）塚本邦雄『日本人靈歌』四季書房・真鍋美恵子『玻瑠』新星書房
- 第4回（1960年）長澤一作 『松心火』四季書房
- 第5回（1961年）該当作なし
- 第6回（1962年）倉地与年子 『乾燥季』やしま書房
- 第7回（1963年）該当作なし
- 第8回（1964年）清水房雄 『一去集』白玉書房
- 第9回（1965年）該当作なし
- 第10回（1966年）足立公平 『飛行絵本』デザイン工房エイト
- 第11回（1967年）岡野弘彦 『冬の家族』角川書店
- 第12回（1968年）該当作なし
- 第13回（1969年）大内与五郎『極光の下に』新星書房・小野茂樹 『羊雲離散』白玉書房
- 第14回（1970年）川島喜代詩 『波動』歩道短歌会
- 第15回（1971年）佐佐木幸綱 『群黎』青土社
- 第16回（1972年）大家増三 『アジアの砂』そろばんや書店[注釈 1]
- 第17回（1973年）該当作なし
- 第18回（1974年）竹内邦雄 『幻としてわが冬の旅』白玉書房
- 第19回（1975年）該当作なし
- 第20回（1976年）細川謙三 『楡の下道』短歌新聞社
- 第21回（1977年）河野裕子 『ひるがほ』短歌新聞社
- 第22回（1978年）池田純義『黄沙』短歌新聞社・三枝昂之 『水の覇権』沖積舎
- 第23回（1979年）小池光 『バルサの翼』沖積舎
- 第24回（1980年）築地正子 『花綵列島』雁書館
- 第25回（1981年）道浦母都子 『無援の抒情』雁書館
- 第26回（1982年）時田則雄 『北方論』雁書館
- 第27回（1983年）沖ななも 『衣裳哲学』不識書院
- 第28回（1984年）阿木津英 『天の鴉片』不識書院
- 第29回（1985年）鳥海昭子 『花いちもんめ』玄王社
- 第30回（1986年）真鍋正男 『雲に紛れず』短歌新聞社
- 第31回（1987年）坂井修一 『ラビュリントスの日々』砂子屋書房
- 第32回（1988年）加藤治郎『サニー・サイド・アップ』雁書館・俵万智 『サラダ記念日』河出書房新社
- 第33回（1989年）米川千嘉子 『夏空の櫂』砂子屋書房
- 第34回（1990年）辰巳泰子『紅い花』砂子屋書房・水原紫苑 『びあんか』雁書館
- 第35回（1991年）山田富士郎 『アビー・ロードを夢みて』雁書館
- 第36回（1992年）該当作なし
- 第37回（1993年）三井修『砂の詩学』雁書館・鳴海宥『BARCAROLLE：舟唄』砂子屋書房
- 第38回（1994年）谷岡亜紀『臨界』雁書館・早川志織 『種の起源』雁書館
- 第39回（1995年）大滝和子 『銀河を産んだように』砂子屋書房
- 第40回（1996年）吉川宏志 『青蝉』砂子屋書房
- 第41回（1997年）該当作なし
- 第42回（1998年）渡辺松男 『寒気氾濫』本阿弥書店
- 第43回（1999年）大口玲子 『海量』雁書館
- 第44回（2000年）該当作なし
- 第45回（2001年）永田紅『日輪』砂子屋書房
- 第46回（2002年）岩井謙一『光弾』雁書館・真中朋久『雨裂』雁書館
- 第47回（2003年）渡英子『みづを搬ぶ』本阿弥書店・島田幸典『no news』砂子屋書房
- 第48回（2004年）本多稜『蒼の重力』本阿弥書店・矢部雅之『友達ニ出会フノハ良イ事』ながらみ書房
- 第49回（2005年）該当作なし
- 第50回（2006年）松木秀『5メートルほどの果てしなさ』SS-project（発売：BookPark）・日置俊次 『ノートル・ダムの椅子』角川書店
- 第51回（2007年）棚木恒寿『天の腕』ながらみ書房・都築直子 『青層圏』雁書館
- 第52回（2008年）奥田亡羊『亡羊』短歌研究社
- 第53回（2009年）駒田晶子『銀河の水』ながらみ書房
- 第54回（2010年）野口あや子『くびすじの欠片』短歌研究社・藤島秀憲『二丁目通信』ながらみ書房
- 第55回（2011年）光森裕樹『鈴を産むひばり』港の人
- 第56回（2012年）柳澤美晴『一匙の海』本阿弥書店
- 第57回（2013年）内山晶太『窓、その他』六花書林・山田航『さよならバグ・チルドレン』ふらんす堂[2]
- 第58回（2014年）大森静佳『てのひらを燃やす』角川書店
- 第59回（2015年）服部真里子『行け広野へと』本阿弥書店
- 第60回（2016年）吉田隼人『忘却のための試論』書肆侃侃房
- 第61回（2017年）鳥居『キリンの子』KADOKAWA
- 第62回（2018年）佐藤モニカ『夏の領域』本阿弥書店
- 第63回（2019年）小佐野彈『メタリック』短歌研究社・山下翔『温泉』現代短歌社
- 第64回（2020年）川島結佳子『感傷ストーブ』短歌研究社・佐佐木定綱『月を食う』角川文化振興財団（発売：KADOKAWA）
- 第65回（2021年）川野芽生『Lilith』書肆侃侃房・北山あさひ『崖にて』現代短歌社
- 第66回（2022年）北辻一展『無限遠点』青磁社・平岡直子『みじかい髪も長い髪も炎』本阿弥書店
- 第67回（2023年）鈴木加成太『うすがみの銀河』角川文化振興財団（発売：KADOKAWA）・田村穂隆『湖とファルセット』現代短歌社[3]
- 第68回（2024年）睦月都『Dance with the invisibles』角川文化振興財団（発売：KADOKAWA）[4][5]
- 第69回（2025年）金田光世『遠浅の空』青磁社・久永草太『命の部首』本阿弥書店[6]